# Orchestra i Pomeriggi Musicali
L'Orchestra i Pomeriggi Musicali è un'orchestra fondata a Milano nel 1945.

## Storia
L’Orchestra i Pomeriggi Musicali nacque a Milano nel fervore della ricostruzione del secondo dopoguerra da un'idea dell'impresario teatrale Remigio Paone e del critico musicale Ferdinando Ballo. Remigio Paone pensava ad una formazione da camera con cui eseguire il repertorio classico mentre Ferdinando Ballo voleva realizzare un'orchestra in grande stile che sviluppasse un repertorio di musica contemporanea e d’avanguardia. I due punti di vista trovarono una sintesi nell’Orchestra I Pomeriggi Musicali che fin dal primo concerto, il 27 novembre 1945, accostarono Mozart e Stravinskij, Beethoven e Prokofjev, inaugurando una formula coraggiosa che diede il successo all'Orchestra. L'Orchestra I Pomeriggi Musicali non ha mai tradito le linee programmatiche e gli obiettivi lanciati dai padri fondatori dell’istituzione. Il repertorio comprende i più grandi capolavori del Barocco, del Classicismo, del primo Romanticismo e, allo stesso tempo, molta musica Moderna e Contemporanea avviata puntando sui grandi del Novecento.
Grandi compositori come Honegger e Hindemith, Pizzetti, Dallapiccola, Petrassi e Penderecki, hanno diretto la loro musica sul podio dei Pomeriggi Musicali, un podio che è anche stato un trampolino di lancio verso la celebrità per tanti giovani artisti: due nomi per tutti, Leonard Bernstein e Sergiu Celibidache.
Numerose future celebrità sono state consacrate dai Pomeriggi, solo per citarne alcuni: Claudio Abbado, Leonard Bernstein, Riccardo Chailly, Zubin Mehta, Riccardo Muti, Salvatore Accardo, Maurizio Pollini.
L’Orchestra I Pomeriggi Musicali svolge la sua attività principalmente a Milano al Teatro Dal Verme, nelle città lombarde e alla stagione di balletto del Teatro alla Scala. I Pomeriggi Musicali sono una Fondazione costituita dalla Regione Lombardia, dal Comune di Milano, dalla Provincia di Milano, e da enti privati, riconosciuta dallo Stato come istituzione concertistico-orchestrale e dalla Regione Lombardia come ente primario di produzione musicale.